# Hakan Çalhanoğlu
Hakan Çalhanoğlu (Mannheim, Alemanya, 8 de març de 1996) és un futbolista professional turc que juga com a centrecampista ofensiu a l'equip de la Serie A Calcio Inter de Milà i a la selecció turca. És conegut per la seva habilitat i precisió a l'hora de servir tirs lliures, directes o indirectes.

## Trajectòria

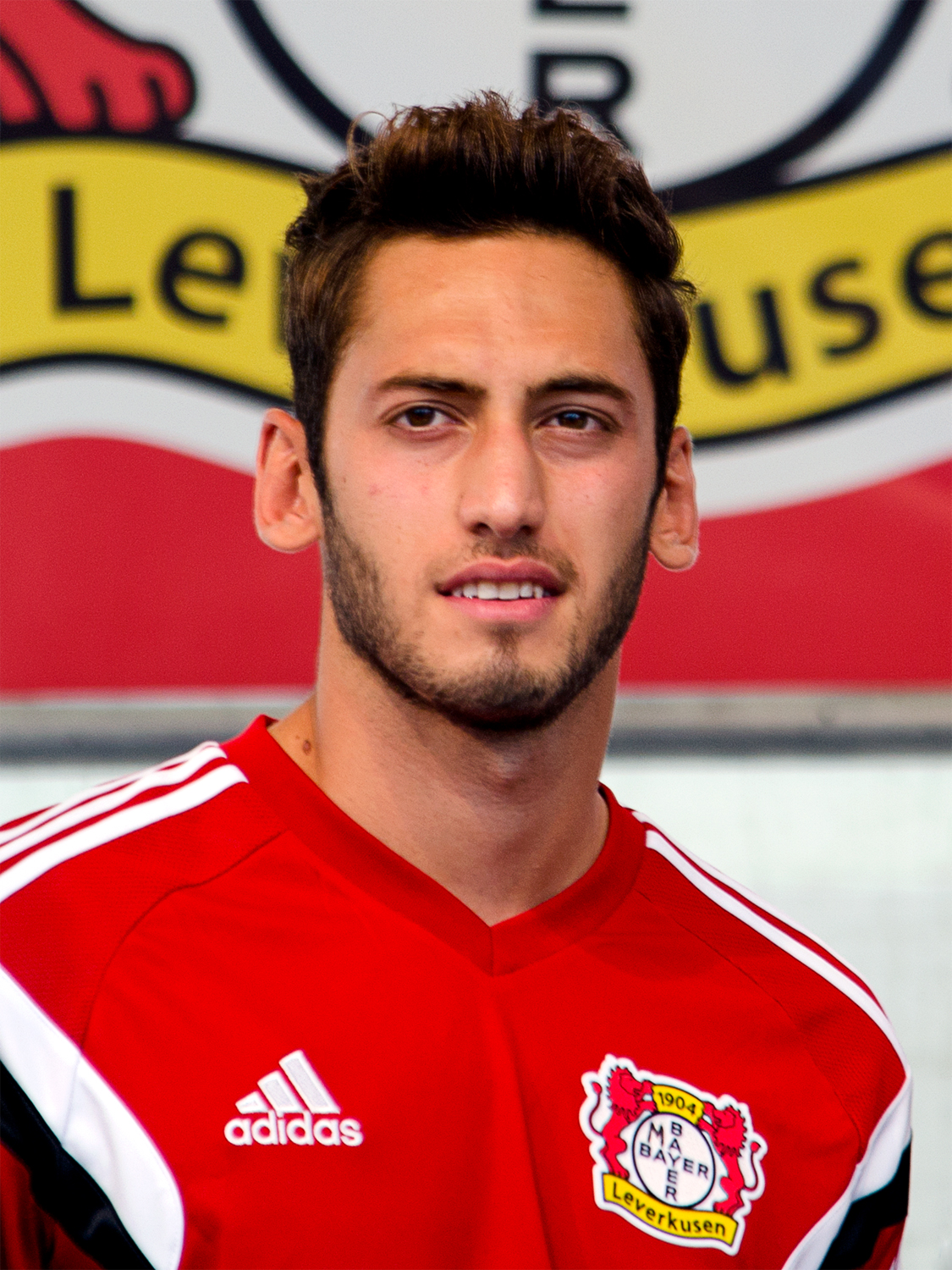
Çalhanoğlu a Leverkusen el 2015.

### Karlsruher SC
Nascut a Mannheim, Baden-Württemberg, Calhanoglu va començar la seva carrera amb el Karlsruher SC en la 2. Bundesliga, tot i que van ser relegats a la 3. Lliga al final de la seva primera temporada.

### Hamburg SV
Çalhanoglu fer el seu debut a la Bundesliga amb l'Hamburg l'11 d'agost de 2013, l'equip va obrir la temporada amb un 3-3 contra el Schalke 04.

### Tornada al Karlsruher
Va ser cedit de nou al Kalsruher per jugar de 2012 a 2013.

### Bayer 04 Leverkusen
El 4 de juliol de 2014, va deixar Hamburg per anar al Bayer Leverkusen, va signar un contracte de cinc anys per a una taxa de transferència de 14,5 milions d '€.
Va fer el seu debut amb el club el 19 de juny, en una victòria 3-2 a Copenhaguen en el partit d'anada dels playoffs de la Lliga de Campions. Quatre dies més tard va jugar el seu primer partit de lliga amb el seu nou club, una victòria 2-0 contra el Borussia Dortmund en la jornada inaugural de la nova temporada. El 27 d'agost va marcar el seu primer gol amb el Leverkusen, en una victòria per 4-0 en el partit de tornada del play-off europeu. Va marcar el seu primer gol a la lliga per al club el 12 de setembre, en un empat 3-3 davant el Werder Bremen. Va ser el primer partit amb el Leverkusen que no van guanyar. Çalhanoglu va ser nominat per al premi Golden Boy el 2014 a l'octubre.
El 25 de febrer de 2015, va marcar l'únic gol amb el qual el Leverkusen va derrotar l'Atlètic de Madrid en el partit d'anada en els vuitens de final de la Lliga de Campions. No obstant això, tres setmanes més tard en el partit de tornada, l'el partit va arribar a la tanda de penals i el porter matalasser Jan Oblak va donar al seu equip la classificació per a quarts. El 2 de maig, Çalhanoglu va obrir una victòria per 2-0 sobre el campió de la lliga recentment coronat Bayern de Múnic, de falta.

### AC Milan
L'1 de juliol de 2017, es confirma el seu fitxatge per l'AC Milan, abandonant així el Bayer Leverkusen signant un contracte de 4 anys per 2.5 milions d'euros a l'any, el cost del fitxatge total és de 24 milions d'euros.

## Internacional
Actualment juga a la selecció turca de futbol.

## Palmarès
Karlsruher SC
- 1 3. Liga: 2012-13

FC Inter de Milà
- 1 Serie A: 2023-24
- 2 Copes italianes: 2021-22, 2022-23
- 3 Supercopes italianes: 2021, 2022, 2023